# Glutamate monopotassique

Le glutamate monopotassique est un sel potassique de l'acide glutamique. Tout comme le GMS (Glutamate monosodique) il a une saveur umami.
C'est un exhausteur de goût (E622) utilisé comme alternative au GMS dans les aliments pauvre en sodium.